# Hôtel Potocki
Hôtel Potocki – zabytkowy pałac położony przy ulicy 27 avenue de Friedland w 8 dzielnicy Paryża, wybudowany dla polskiego hrabiego Mikołaja Szczęsnego Potockiego przez architekta, Jules'a Reboul. Obecnie siedziba Izby Przemysłowo-Handlowej regionu Paryża, Île-de-France.

## Historia
Początkowo na miejscu obecnego Hotelu Potocki wybudowano w 1857 r., rezydencję dla Jeana-Louisa Renaud. W 1867 budynek został odkupiony przez Grzegorza Potockiego, jednakże podczas oblężenia Paryża w 1871 roku, hrabia został zraniony odłamkiem pocisku niemieckiego, który trafił w dziedziniec rezydencji, na skutek czego zmarł. 
W 1882 roku, rezydencja została znacząco przebudowana na zlecenie hrabiego Mikołaja Szczęsnego Potockiego, przez architekta Jules'a Reboul, a na jej miejscu powstał Hotel Potocki. Po śmierci hrabiego, hotel został zakupiony w 1923 roku przez Izbę Przemysłowo-Handlową w Paryżu (Chamber de Commerce et d'Industrie de Paris), która zleciła budowę dwóch nowych skrzydeł, zbudowanych w latach 1926-1934 przez architektów Paula Viarda i Marcela Dastugue. Styl nowych budynków harmonizuje ze starym stylem gmachu zaprojektowanym przez Jules'a Reboul. Projekt nowej dekoracji ratusza, jego wiatrołapu i sali obrad powierzono Emile-Jacquesowi Ruhlmannowi. Rzeźbiarz Joseph Bernard wykonał płaskorzeźbę wieńczącą frontowe drzwi ratusza. 

Dziś w salonach Hotelu odbywają się prestiżowe wydarzenia: wręczanie nagród, pokazy mody, wystawy biżuterii czy prezentacje francuskiego przemysłu.

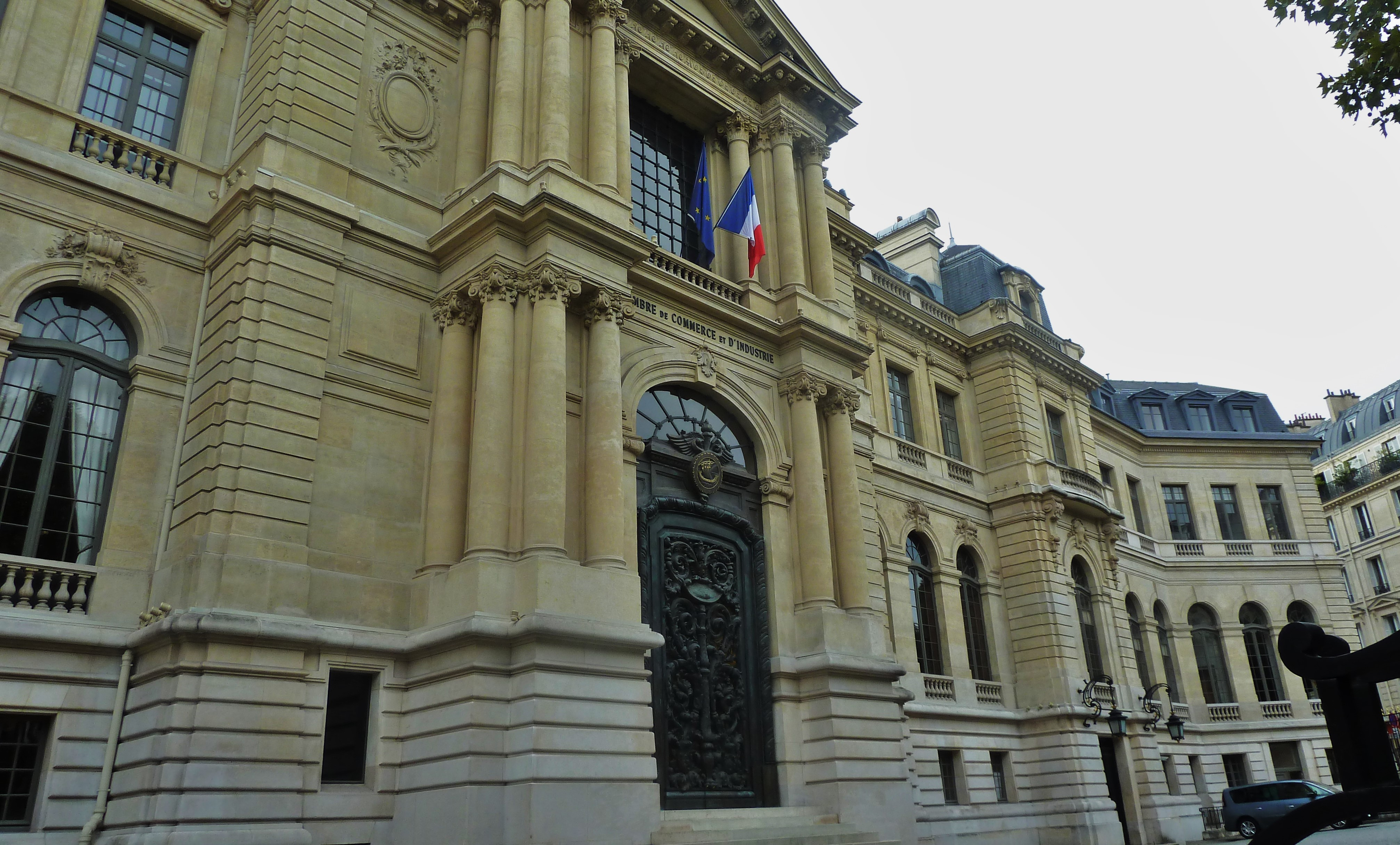
Zdjęcie przedstawiające część fasady frontowej Hotelu Potocki z 4 maja 2013.
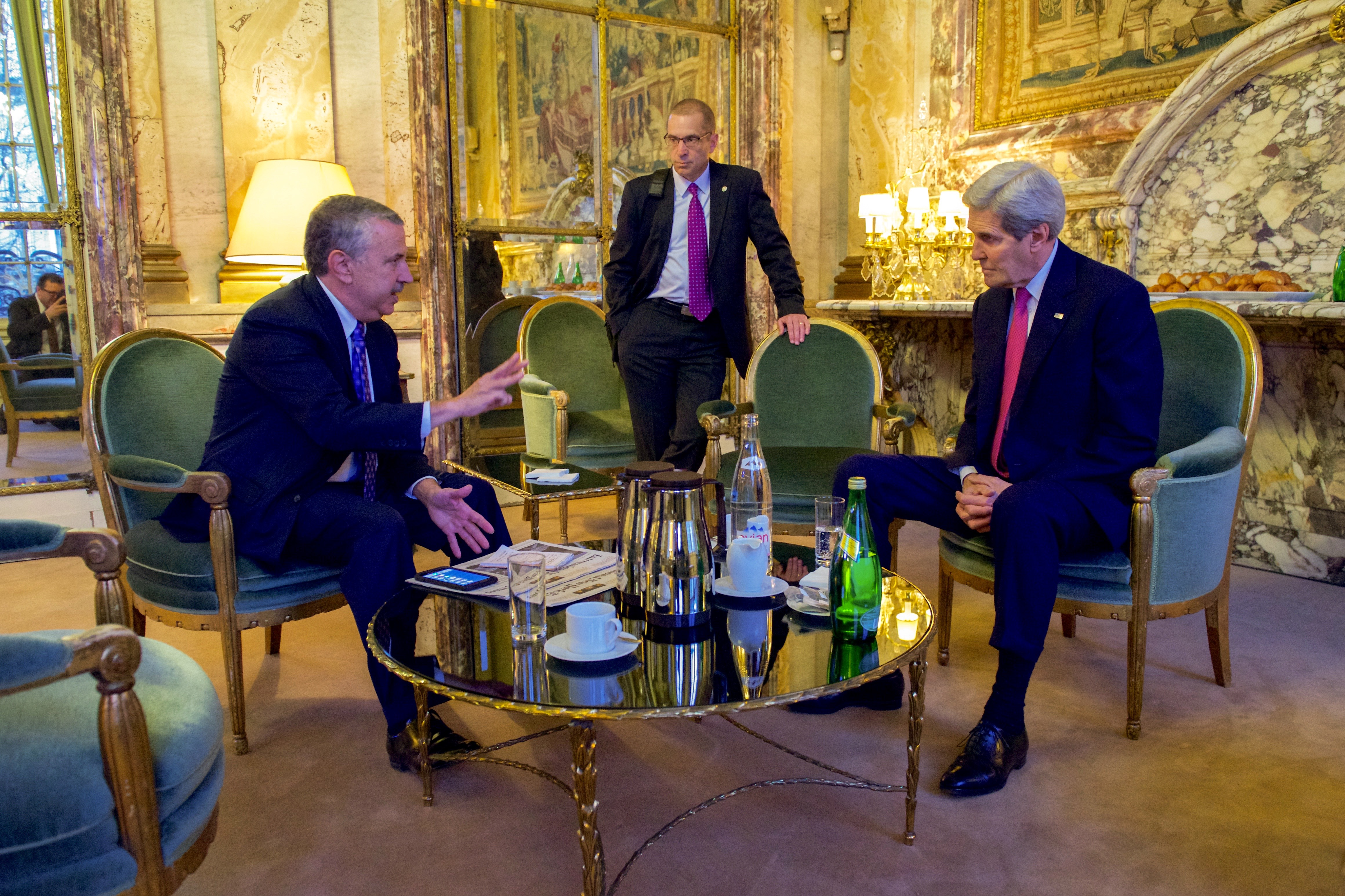
Sekretarz USA, John Kerry rozmawia z felietonistą New York Times, przed rozpoczęciem konferencji klimatycznej COP21 w Paryżu. Zdjęcie wnętrza Hotelu Potocki z 9 grudnia 2015.